# ألم مستقيمي
ألم المستقيم هو أحد أعراض الألم في منطقة المستقيم. قد يزداد الألم سوءًا مع حركة الأمعاء . قد تشمل الأعراض المصاحبة نزيفًا مستقيميًا أو حكة حول الشرج أو حمى.
تشمل الأسباب الشائعة الشقوق الشرجية، والبواسير المتخثرة، والناسور الشرجي، وخراجات الشرج. تشمل الأسباب الأقل شيوعًا التهاب البروستاتا وسرطان الشرج والأمراض المنقولة جنسيًا ومرض التهاب الأمعاء وألم عظم الذنب ومتلازمة العضلة الرافعة الشرجية.
يُنصح بزيارة مقدم الرعاية الصحية لمن يعانون من ألم شديد ، أو الألم المستمر لأكثر من بضعة أيام ، أو في حالة وجود نزيف. ألم المستقيم من الأعراض الشائعة.